# Décès en mars 1925
Décès
- 1921
- 1922
- 1923
- 1924
- 1925
- 1926
- 1927
- 1928
- 1929

Pour une information complémentaire, voir la page d'aide.

| Date    | Nom                  | Pays              | Activités                   | Âge | Source |
| ------- | -------------------- | ----------------- | --------------------------- | --- | ------ |
| 22 mars | Alexandre Miasnikian | Drapeau de l'URSS | Homme politique soviétique. | 39  |        |